# John Mortimer Brinkley
John Mortimer Brinkley, FRS, angleški astronom in anglikanski škof, * 1763, Woodbridge, grofija Suffolk, Anglija, † 14. september 1835, Dublin, Irska.
Brinkley je bil prvi Kraljevi astronom Irske, pozneje pa je postal škof Cloyna.